# Sobrealimentación

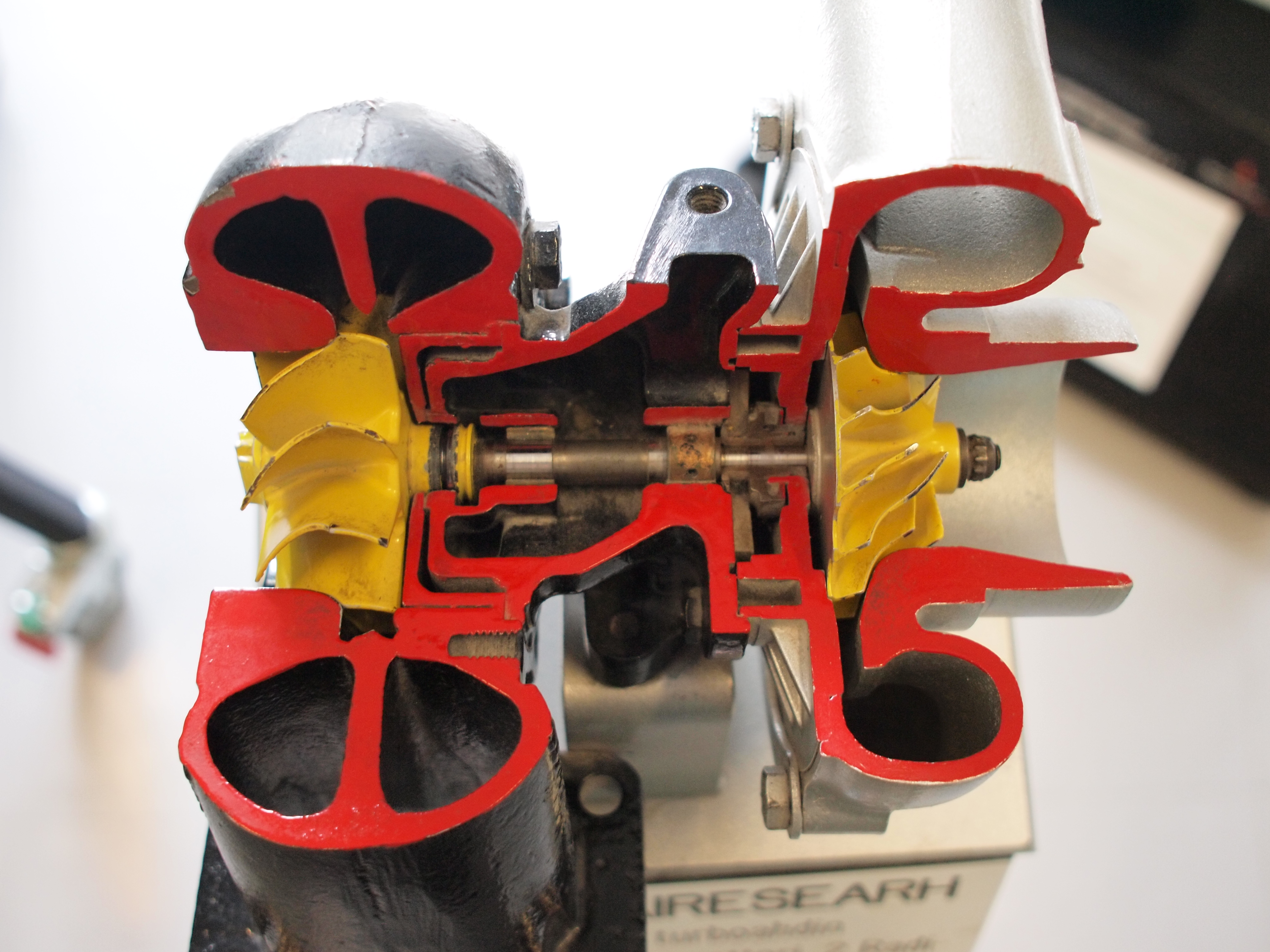
Turbocompresor seccionado. A la izquierda turbina con su estátor en rojo y rotor en amarillo; a la derecha compresor con iguales colores

La sobrealimentación, también conocido como inducción forzada, es un tipo de compresor que se utiliza para introducir aire en un motor de combustión interna a una presión superior a la atmosférica.

## Funcionamiento
Un motor con sobrealimentación utiliza un compresor para aumentar la masa de aire (diésel) o de mezcla aire/gasolina (motor de gasolina) que entra al cilindro en la fase de admisión, aumentando su presión en el motor de combustión interna alternativo, para aumentar la fuerza de la carrera de trabajo, es decir el par motor en cada revolución y por tanto la potencia. Los sistemas de sobrealimentación se inventaron a principios del siglo XX, pero en su momento solo apareció un uso práctico en los motores de aviación, con objeto de poder compensar la pérdida de densidad del aire con la altura.
La presión que ejerce un sobrealimentador se mide en bar o en lb/pulgada cuadrada (psi). Una presión de 1 bar significa que dentro de la admisión hay una presión equivalente a la presión atmosférica. Un motor de automóvil puede llegar a tener una presión de 2 bar, o sea el doble que la presión atmosférica. 
El funcionamiento del turbo se basa en una pequeña turbina compresora metida dentro de una caracola, unida por un eje a una turbina de empuje, que es impulsada por los gases de escape. El turbo gira a altas rpm y para evitar la fricción y desgaste de sus componentes, su montaje se realiza en flotación de aceite, es decir, la bomba de aceite envía el caudal suficiente como para mantener en flotación el eje del turbo para evitar su desgaste y gripado. Todos los motores turbo alimentados llevan instalado un refrigerador de aceite, ya sea un radiador de aceite o un intercambiador de temperatura aceite-refrigerante, ya que el aceite al paso por el eje del turbo se expone a altísimas temperaturas.

## Tipos de compresores
Dos compresores de inducción forzada de uso común son turbocompresores y sobrealimentadores. Un turbocompresor es un compresor centrífugo accionado por el flujo de gases de escape. Los sobrealimentadores utilizan varios tipos diferentes de compresores pero están alimentados directamente por la rotación del motor, por lo general a través de una transmisión por correa. El compresor puede ser centrífugo o uno de tipo Roots de compresión de desplazamiento positivo. Un ejemplo de un compresor interno es un sobrealimentador de tipo tornillo o un compresor de pistón.

## Sistemas de sobrealimentación

### Compresor volumétrico

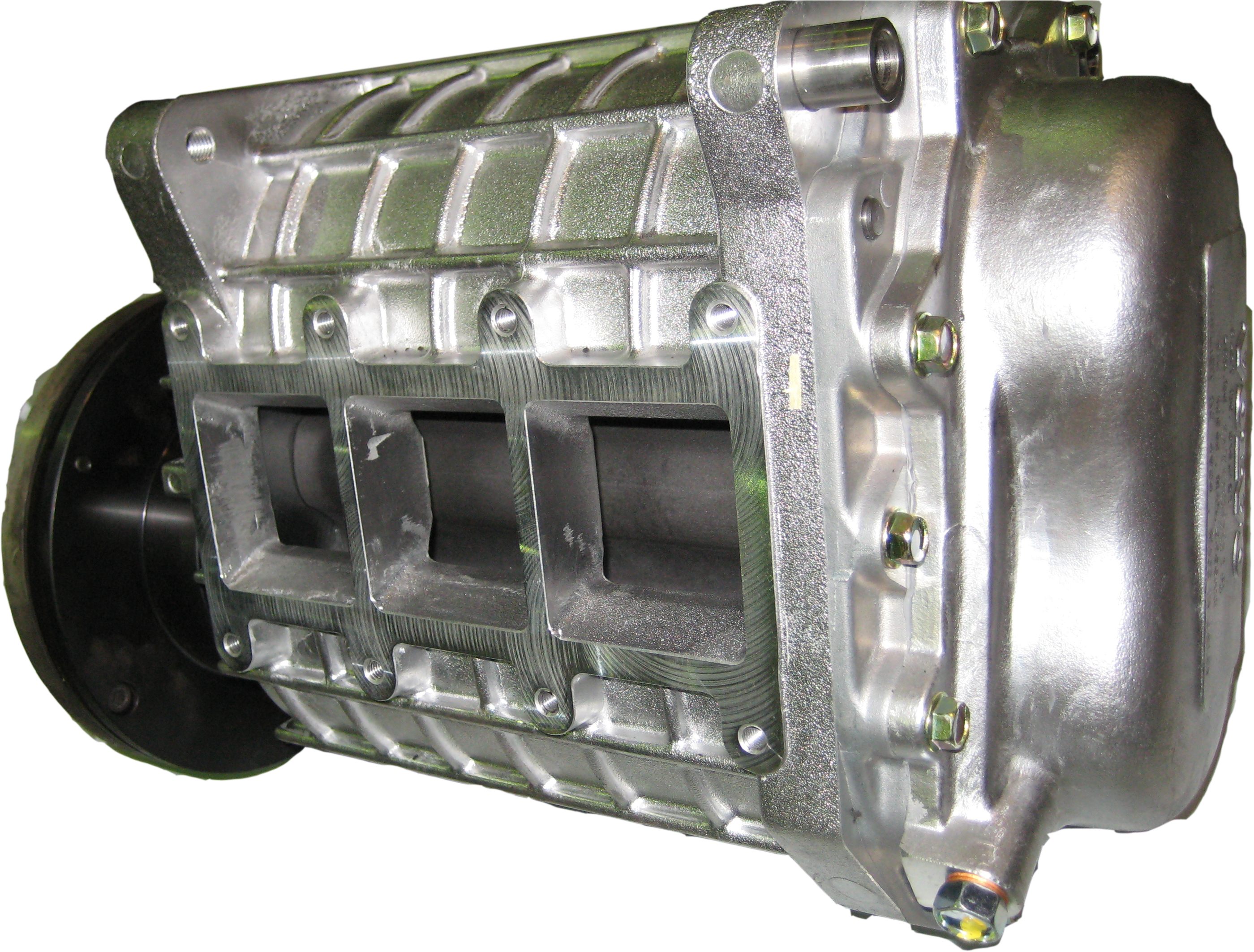
Compresor mecánico de lóbulos

Es un sistema de sobrealimentación que consiste en un compresor mecánico, que va conectado al cigüeñal a través de un sistema de arrastre mecánico, y gira al mismo tiempo que este. 
Una de las ventajas de este tipo de compresor es que trabaja ya desde bajas revoluciones del motor. La principal desventaja es que resta par en un principio para funcionar, aunque cuando sube el régimen de vueltas lo devuelve con creces.

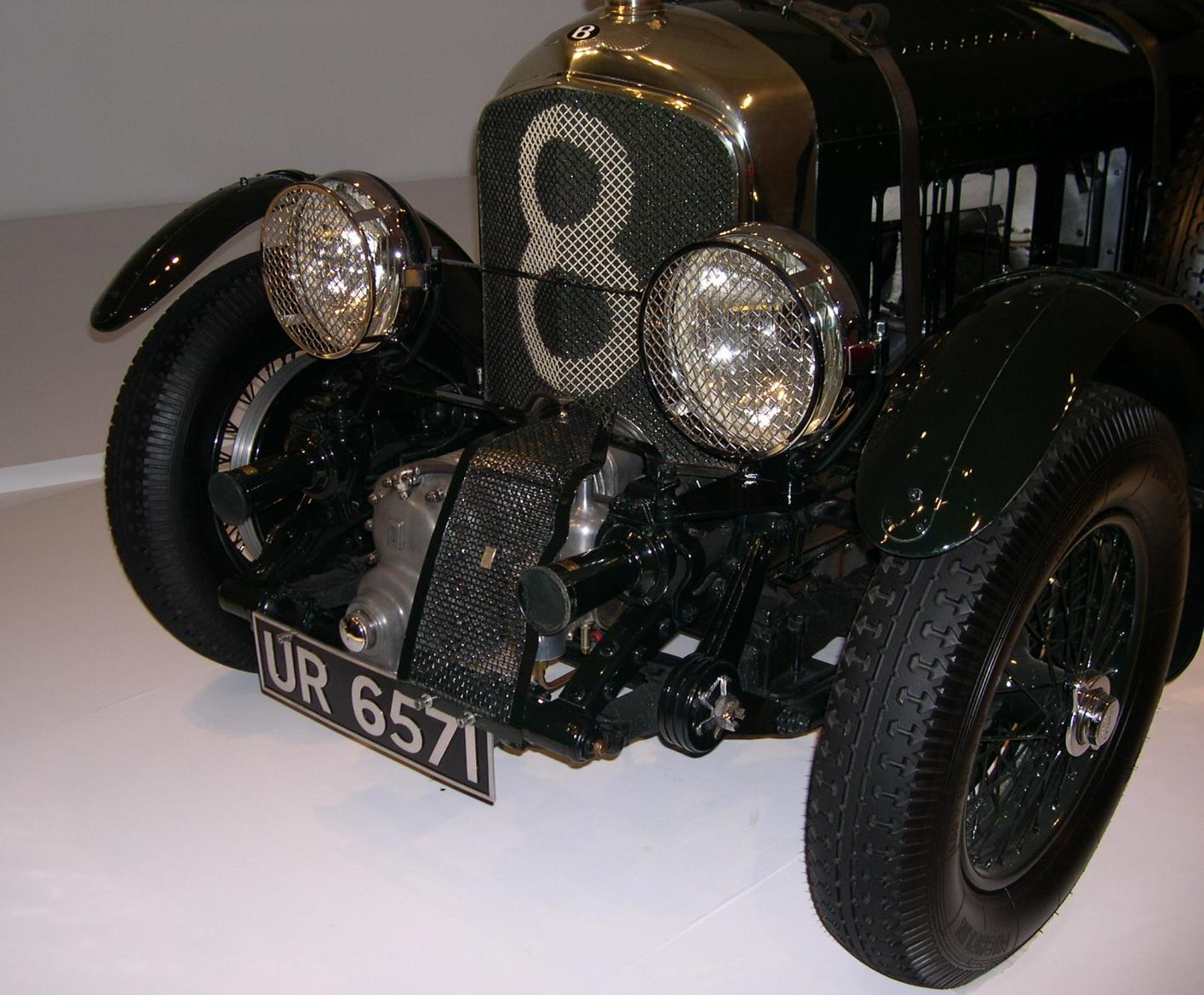
compresor mecánico en un Bentley de competición (1929)

También el problema que tiene es que los rozamientos son muy grandes y cuando suben las rpm, los rozamientos son mayores, por lo tanto a mayores rpm mayor pérdida de potencia, con lo cual el máximo rendimiento lo da a regímenes medios.
Este sistema fue el primero utilizado en los automóviles de gama alta y de competición ya desde los años 20. No es el más utilizado, pero aún hay empresas del sector automovilístico que lo utilizan. Mercedes-Benz incorpora en algunos de sus motores un compresor rotativo denominado «Kompressor».

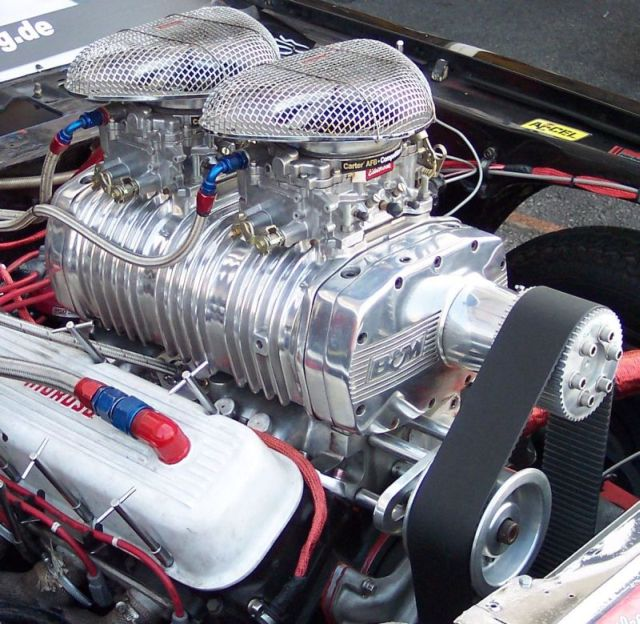
Compresor mecánico de un «dragster»

Volkswagen utilizó hasta 1992 compresores volumétricos helicoidales «G60» en los modelos Golf y Corrado y el G40 en el Polo.

### Compresor Comprex
El comprex aprovecha las ventajas del turbocompresor y del compresor volumétrico para hacer una máquina más eficaz en un principio, aunque luego veremos que también tiene sus inconvenientes. Transfiere la energía entre los gases de escape y el aire de alimentación por medio de unas «ondas de presión» generadas entre las finas paredes radiales de un tambor, que gira gracias a una conexión directa con el cigüeñal. Combina por lo tanto el funcionamiento de un turbocompresor el aprovecharse de la energía de los gases de escape del motor, si bien el accionamiento de su rotor solo requiere una parte muy pequeña de potencia del motor para el mantenimiento del proceso de las «ondas de presión». Este tipo de compresor funciona muy bien en los motores Diesel, pero presenta desventajas como su complejidad mecánica, funcionamiento ruidoso y costes de fabricación.
El rodete celular del comprex es accionado por el cigüeñal del motor a través de correas trapezoidales Para reducir el ruido, las ranuras del rodete son de distintos tamaños. El rotor gira dentro de un cuerpo cilíndrico, en cuya cara frontal desembocan los conductos de aire y de gases de escape, y además de entrada de aire a baja presión y el aire a alta presión por un lado, y el gas de escape a alta presión y la salida de gas a baja presión por el otro lado.
El rodete lleva cojinetes flotantes. Los cojinetes se encuentran en el lado del aire. Está conectado al circuito del aire del motor.
El comprex resulta de tamaño bastante grande, y es accionado por el cigüeñal a través de una correa. Esto hace que la ubicación del comprex en el motor sea muy difícil.
Otra desventaja de este sistema de sobrealimentación es que su precio es dos o tres veces mayor que el de un turbocompresor equivalente. También presenta un silbido agudo durante las aceleraciones que lo hace molesto.
El contacto de los gases de escape con el aire de admisión provoca que aumente la temperatura del aire que entra en los cilindros por lo que baja el rendimiento del motor.

### Turbocompresor

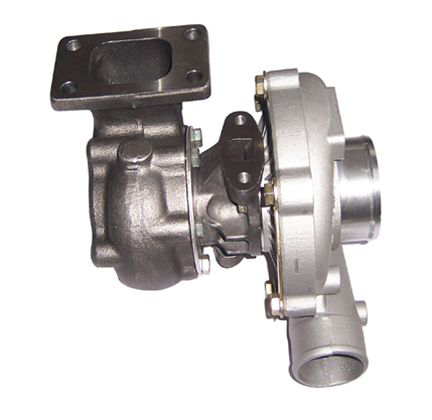
Turbocompresor sin regulación: Izquierda, carcasa de turbina (fundición), derecha, carcasa de compresor (aluminio).

Este sistema de sobrealimentación, el más empleado hoy día, sobre todo en motores diésel, aprovecha la energía mecánica y térmica de los gases del escape, accionando una turbina unida coaxialmente a un compresor por medio de un eje. Cuando los gases de escape salen, antes de ir al escape, pasan por esta turbina y los gases ejerciendo una fuerza sobre sus álabes, haciéndola girar tanto más deprisa cuanta más energía tengan. Esta energía mecánica de giro adquirida por la turbina es transmitida al compresor, él aspira aire del filtro y lo empuja aprovechando la fuerza centrífuga hacia el colector de admisión. De este modo se obtiene una presión de alimentación superior a la atmosférica.

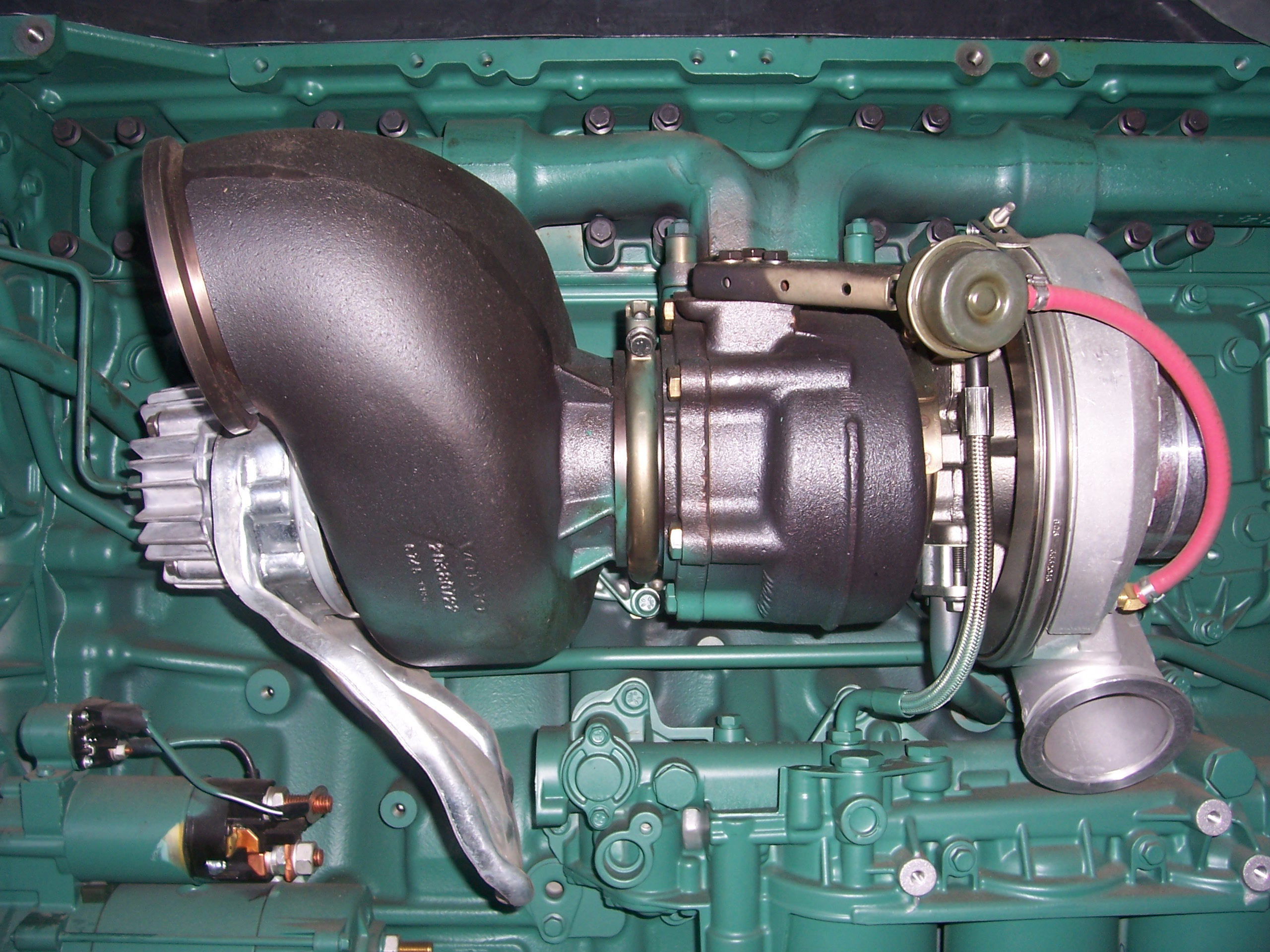
Wastegate de regulación, con la conexión de presión en rojo. Obsérvese asimismo la tubería trenzada de lubricación

Este sistema es el más utilizado, porque ocupa muy poco espacio, da mucho más par motor y por lo tanto potencia que los otros sistemas y es el sistema más barato. En desventaja este sistema es el más delicado, si no se cuida bien la lubricación de su eje es fácil que tenga problemas debido a que la turbina alcanza altas temperaturas, pudiendo girar hasta 400 000 rpm, según su tamaño.
Otra desventaja (relativa) es que si se desea una respuesta ya desde bajas rpm, ha de ser pequeño el turbo y no alcanza una presión demasiado alta. Si al contrario usamos uno mayor, su tiempo de respuesta es también más largo. Estos inconvenientes se palían con los turbocompresores controlados. Los turbos más pequeños tienen un sistema mecánico de limitación del régimen de la turbina y por tanto de la presión, llamado «Wastegate»
La nueva generación de turbos se denominan turbos de geometría variable, este sistema varía la posición de los álabes del interior de la caracola del turbo para tener una gran progresividad y de esta manera dar un empuje constante desde bajas revoluciones del motor. Junto a estos turbos se instala una válvula de descarga de sobre presión tarada por el fabricante para que el turbo dé el empuje requerido, aunque son regulables y de esta forma se puede variar la potencia de empuje del turbo hasta los 1,5/1,8 bares de presión en el colector de admisión.